# 4-та кавалерійська дивізія (Російська імперія)
4-та кавалерійська дивізія — кавалерійське з'єднання в складі російської імператорської армії. Входила в 6-й армійський корпус.

## Історія

### Формування
Сформована в складі двох бригад (по 2 полку в кожній) при реорганізації кавалерії 20 липня 1875 року. 19 лютого 1877 року ввімкнена до складу новосформованого 4-го армійського корпусу і розквартирована в Віленському військовому окрузі. До 1897 року переведена в Варшавський військовий округ і на 1 вересня 1900 року ввімкнена до складу 6-го армійського корпусу.

### Бойові дії
Брала участь в російсько-турецькій війні 1877—1878 року. У квітні 1878 року в складі IV корпусу була висунута до Дунаю, змінивши 11-ту кавалерійську дивізію в с. Пелишат. У тому ж році дивізія брала участь у взятті Етрополя, в облозі Плевни, у взятті перевалу Братешки й гори Греат, в занятті Балканського перевалу і у взятті Філіппополь.
У 1914 дивізія розгорнулася на західному кордоні, прикриваючи розгортання 2-ї армії. У складі тієї ж армії брала участь в Східно-Прусської операції. На першому етапі наступу охороняла правий фланг 6-го корпусу з боку Мазурських озер і підтримувала зв'язок між 6-м і 2-м корпусами. 26 серпня займала позиції у Зенсбурга. 29 серпня дивізія отримала наказ наступати з району на схід від Ортельсбурга в напрямку на Пассенгейм і Вартенбурґ. Увечері того ж дня дивізія висунулася двома колонами на грам (2-га бригада з двома кулеметами) і на Іоганністаль, Георгенсгут і Пассенгейм (4-й драгунський полк із чотирма кулеметами, посилений 8-ю кінною батареєю). О 21:30 в районі маєтку Давідсгоф авангард 2-ї бригади був обстріляний противником, і після півгодинної перестрілки бригада повернула на Іоганністаль, де з'єдналася з другої колоною. Того ж вечора в районі Георгенсгут головні дозори дивізії виявили наявність німецької піхоти та артилерії. Командир дивізії генерал Толпиго, не намагаючись встановити сили й розташування противника, наказав відступити, минаючи Ортельсбург до Ваврохен, куди дивізія прибула до 6:15 ранку 30 серпня.
23 вересня 1914 року передана в 10-ту армію Північно-Західного фронту. 24 травня 1915 року передана до складу новосформованої 5-ї армії Північно-Західного фронту.
11 серпня 1915 року при розподілі Північно-Західного фронту передана до складу Північного фронту і до літа 1916 року увійшла до складу резервного I кавалерійського корпусу.

### Українська революція 1917—1921
На початку 1918 року дивізія була перекинутий з Північного фронту в Донбас для боротьби з козаками, не прибув тільки 4-й гусарський Маріупольський полк. До 10 числах січня 1918 року дивізію розмістився по різних містах Донбасу. У Донбас дивізія прибула під командуванням виборного командира вахмістра Жукова Георгія Васильовича.
- Луганськ - 4-й драгунський Новотроїцько-Катеринославський полк
- район Бахмуту - 4-й уланський Харківський полк, 4-й Донський козачий полк, 4-й кінно-артилерійський дивізіон

На початку лютого 1918 року Антонов-Овсієнко виїхав в Бахмут де знаходився штаб дивізії, щоб спонукати дивізію виступити на фронт в ході переговорів з Жуковим було прийнято рішення що дивізія виступить на фронт 4 лютого.

## Склад дивізії
нН 1 серпня 1914 року:
- 1-ша бригада (Білосток)
  - 4-й драгунський Новотроїцьке-Катеринославський генерал-фельдмаршала князя Потьомкіна-Таврійського полк
  - 4-й уланський Харківський полк
- 2-га бригада (Білосток)
  - 4-й гусарський Маріупольський генерал-фельдмаршала князя Вітгенштейна полк
  - 4-й Донський козачий графа Платова полк
  - 4-й кінно-артилерійський дивізіон (Білосток)

## Командування дивізії

### Начальники (командувачі) дивізії
- 27.07.1875 — хх.хх.1877 — генерал-лейтенант Крилов, Євген Тимофійович
- 15.09.1877 — хх.хх.1878 — генерал-майор (з 16.04.1878 генерал-лейтенант) Арнольді, Олександр Іванович
- хх.хх.1878 — після 01.06.1883 — генерал-лейтенант Папа-Афанасопуло, Георгій Ілліч
- 26.06.1883 — 07.01.1892 — генерал-майор (c 30.08.1886 генерал-лейтенант) Струков, Олександр Петрович
- 22.01.1892 — 03.08.1897 — генерал-майор (з 30.08.1894 генерал-лейтенант) Тімірязєв, Микола Аркадійович
- 12.09.1897 — 02.03.1899 — генерал-майор Чарковський, Петро Володимирович
- 02.04.1899 — 04.04.1901 — генерал-майор (з 06.12.1900 генерал-лейтенант) Скалон, Георгій Антонович
- 07.05.1901 — 29.11.1903 — генерал-лейтенант Сахаров, Володимир Вікторович
- 24.12.1903 — 21.11.1906 — генерал-лейтенант фон Бадер, Едмунд Карлович
- 06.12.1906 — 01.05.1910 — генерал-лейтенант Гарнак, Олександр Леонтійович
- 01.05.1910 — 19.06.1912 — генерал-лейтенант Ванновский, Борис Петрович
- 22.06.1912 — 15.10.1914 — генерал-лейтенант Толпиго, Антон Олександрович
- 15.10.1914 — 18.04.1917 — генерал-лейтенант Ванновский, Борис Петрович (вдруге)
- 19.04.1917 — 21.08.1917 — генерал-майор Свєшніков, Микола Львович
- 21.08.1917 — 30.12.1917 — генерал-майор Федоров, Олександр Іполитович
- 12.1917 — вахмістр Жуков Георгій Васильович

### Начальники штабу дивізії
- 26.07.1882 — 19.12.1884 — полковник В. І. Пневскій
- 07.01.1885 — 28.04.1887 — полковник фон Ессен, Павло Омелянович
- 28.05.1888 — 03.03.1894 — полковник фон Ессен, Павло Омелянович (вдруге)
- 06.03.1894 — 10.06.1894 — полковник В. А. Карандеев
- 21.06.1894 — 02.12.1896 — полковник Рутковський, Петро Костянтинович
- 02.12.1896 — 22.03.1901 — полковник Шейдеман, Сергій Михайлович
- 27.05.1901 — 09.06.1903 — полковник Жегочев, Борис Костянтинович
- 14.06.1903 — 24.10.1910 — підполковник (з 06.12.1903 полковник) Мартинов, Анатолій Іванович
- 24.12.1910 — 28.06.1912 — полковник Каньшін, Петро Павлович
- 17.07.1912 — 16.04.1914 — полковник Махов, Михайло Михайлович
- 21.04.1914 — 21.01.1915 — полковник Ліницькою, Олександр Іванович
- 20.02.1915 — 05.01.1916 — в. д. підполковник Гребенщиков, Сергій Якович

- 19.01.1916 — 12.07.1916 — полковник Кулжинський Сергій Миколайович
- 03.08.1916 — 11.10.1917 — підполковник (з 15.08.1916 полковник) Леонтьєв, Михайло Євгенович

### Командири 1-ї бригади
- хх.хх.1875 — 04.10.1877 [6] — генерал-майор Леонтьєв, Володимир Миколайович
- 17.10.1877 — 23.11.1886 — генерал-майор барон Мейєндорф, Микола Єгорович
- 1886 — ??. ??. 1889 — генерал-майор Свити Парфьонов, Олександр Демидович
- 17.05.1889 — після 01.01.1891 — генерал-майор Адеркаса, Володимир Володимирович
- 17.02.1891 — 27.01.1895 — генерал-майор А. М. Пільсудскій
- 03.03.1895 — 30.01.1902 — генерал-майор фон Бадер, Едмунд Карлович
- 10.03.1902 — 03.02.1904 — генерал-майор фон Крузенштерн, Микола Федорович
- 04.02.1904 — 02.12.1904 — генерал-майор князь Мишецкій, Петро Миколайович
- 09.12.1904 — 04.12.1907 — генерал-майор Савенков, Федір Андрійович
- 06.12.1907 — 31.12.1913 [7] — генерал-майор Красовський, Броніслав Іванович
- 31.12.1913 — після 10.07.1916 — генерал-майор Каяндер, Євген Федорович

### Командири 2-ї бригади
- хх.хх.1875 — після 01.04.1880 — генерал-майор Макаров, Павло Павлович
- 29.05.1880 — 14.07.1883 — генерал-майор Ребиндер, Олександр Максимович
- 14.07.1883 — 10.08.1885 — генерал-майор Хрущов, Петро Миколайович
- 10.08.1885 — 26.07.1895 — генерал-майор Баронч, Олександр Антонович
- 31.07.1895-19.08.1896 — генерал-майор А. А. Бенкендорф
- 13.11.1896 — 29.05.1897 — генерал-майор Дубенський, Олександр Миколайович
- 12.06.1897 — 11.04.1905 — генерал-майор Гульковскій, Микола Миколайович
- 20.05.1905 — 20.04.1906 — генерал-майор Мейнард, Вальтер Вальтерович
- 20.04.1906 — 03.10.1906 — генерал-майор Гурко, Василь Йосипович
- 03.10.1906 — 04.07.1907 — генерал-майор Медведєв, Микола Олександрович
- 06.12.1907 — 29.05.1910 — генерал-майор Толпиго, Антон Олександрович
- 29.05.1910 — 01.08.1913 [8] — генерал-майор Фальковський, Іван Амвросьевіч
- 30.08.1913 — 06.06.1915 — генерал-майор Мартинов, Анатолій Іванович
- 06.06.1915 — 14.04.1917 — генерал-майор А. А. Будберг
- 14.04.1917 — 27.06.1917 — полковник В. М. Пулевіч
- 22.08.1917 — генерал-майор В. П. Круг

### Командири 4-го кінно-артилерійського дивізіону
- 06.05.1895 — 30.09.1898 — полковник Шепелєв-Воронович
- 22.10.1898 — 21.11.1901 — полковник Л. Н. Сухін
- 24.12.1901 — 18.05.1905 — полковник Е. Г. Пржедпельскій
- 27.06.1905 — 03.07.1907 — полковник фон Гілленшмідта, Олександр Федорович 18.07.1907 — 26.05.1908 — полковник Кільхен, Сергій Сергійович
- 18.06.1908 — 13.01.1914 — полковник Захарченко, Іван Олександрович
- 13.01.1914 — 22.02.1916 — полковник В. К. Латухін
- 04.05.1916 — 24.02.1917 — полковник Левицький, Олександр Олександрович
- 28.04.1917 — полковник Пассек, Василь